# Liste von Persönlichkeiten der Humboldt-Universität zu Berlin
Auf dieser Liste finden sich ehemalige und gegenwärtige bekannte Angehörige der Humboldt-Universität zu Berlin (HU Berlin), darunter 29 Nobelpreisträger. Eine Sonderstellung unter den Dozenten nehmen die Lesenden Mitglieder der Preußischen Akademie der Wissenschaften ein, die berechtigt waren, an der Universität Lehrveranstaltungen abzuhalten.
| Name                                              | Tätigkeit | Verbindung zur HU |
| ------------------------------------------------- | --- | --- |
| A                                                 | | |
| Curt Abel-Musgrave (1860–1938)                    | Mediziner, Chemiker, Pädagoge, Journalist, Autor, Übersetzer, Publizist und Kommunalpolitiker                                                                                                | Student der Medizin |
| Nele Alder-Baerens (* 1978)                       | Mittel-, Langstrecken- und Ultraläuferin | Studentin der Biophysik; Promotion |
| Roberto Ampuero (* 1953)                          | chilenischer Schriftsteller | 1980–1983 Student der Literaturwissenschaft und der Politischen Ökonomie |
| Alex Arteaga                                      | Leiter des Teilbereichs Auditive Architektur am Masterstudiengang Sound Studies, UdK Berlin                                                                                                  | Er studierte Klavier, Musiktheorie, Elektroakustische Musik und Architektur in Barcelona und Berlin und wurde am Institut für Philosophie der Humboldt-Universität zu Berlin mit der Dissertation Sensuous Framing. Grundzüge einer Strategie zur Konzeption und Verwirklichung von Rahmenbedingungen des Wahrnehmens promoviert. 2008 bis 2012 postdoktorale Stelle am Kolleg-Forschergruppe Bildakt und Verkörperung |
| Paul Ascherson (1834–1913)                        | Botaniker, Historiker, Ethnograph und Sprachforscher | 1855 Dissertation über die Pflanzengeographie der Mark Brandenburg, ab 1873 außerordentlicher Professor |
| Sabine Asmus (* 1963)                             | Keltologin, Linguistin | Promotion 1991 |
| Susanne Augenhofer (* 1977)                       | Rechtswissenschaftlerin | Juniorprofessorin 2009–2013, seit 2013 Lehrstuhlinhaberin |
| Joachim Auth (1930–2011)                          | Physiker | Professor für Halbleiterphysik |
| B                                                 | | |
| Michelle Bachelet (* 1951)                        | chilenische Staatspräsidentin | Studentin der Medizin |
| Susanne Baer (* 1964)                             | deutsche Rechtswissenschaftlerin und seit 2011 Bundesverfassungsrichterin | seit 2002 Professorin für Öffentliches Recht |
| Adolf von Baeyer (1835–1917)                      | deutscher Chemiker, Nobelpreis für Chemie 1905 | 1866–1872 außerordentlicher Professor |
| Susann Baller (* 1978)                            | deutsche Historikerin und Afrikawissenschaftlerin | Direktorin (›Germany‹) Merian Institute for Advanced Studies in Africa (MIASA), Accra |
| Bruno Bauer (1809–1882)                           | deutscher Theologe, Bibelkritiker, Philosoph | Student der Theologie und Philosophie, 1834 Habilitation |
| Edgar Bauer (1820–1886)                           | deutscher politisch-philosophischer Schriftsteller und Aktivist | Student der Rechtswissenschaft |
| Hans-Joachim Bautsch (1929–2005)                  | deutscher Mineraloge | 1970–1984 Professor für Kristallographie, 1984–1993 Professor für Mineralogie und Petrographie und Direktor des Mineralogischen Museums am Museum für Naturkunde |
| Karl Bernhard Bamler (1865–1926)                  | deutscher Meteorologe | Pionier des Freiballonfahrens |
| Jurek Becker (1937–1997)                          | deutscher Schriftsteller, u. a. Jakob der Lügner | 1957–1960 Student der Philosophie (1960 aus politischen Gründen vom Studium ausgeschlossen) |
| Angelika Behnke (* 1973)                          | deutsche Pfarrerin, erste Frau an Dresdner Frauenkirche | Studentin der Theologie |
| Emil von Behring (1854–1917)                      | deutscher Bakteriologe und Serologe, Nobelpreis für Physiologie oder Medizin 1901 | 1889–1894 Mitarbeiter von Robert Koch am Berliner Institut für Infektionskrankheiten |
| Dennis Bemmann (* 1978)                           | Mitbegründer von studiVZ | 1999–2001 Student der Informatik |
| Heinz Berggruen (1914–2007)                       | Galerist, Kunstsammler und Mäzen | 1932–0000 Studium der Germanistik |
| Rolf Bertolini (1927–2006)                        | Anatom | 1980–1986 Professor für Anatomie und Direktor des Instituts für Anatomie |
| Hannah Besel (* 1995)                             | Ruderin | Studentin der Sportwissenschaft |
| Wolf Biermann (* 1936)                            | deutscher Liedermacher | Student der Politischen Ökonomie |
| Lothar Bisky (1941–2013)                          | deutscher Politiker | Student der Philosophie |
| Jens Bisky (* 1966)                               | Journalist und Kritiker | Student der Kulturwissenschaft und Germanistik, Promotion zur klassizistischen und romantischen Architekturästhetik |
| Norbert Bisky (* 1970)                            | Maler | Student der Germanistik und Kunstgeschichte |
| Otto von Bismarck (1815–1898)                     | deutscher Staatsmann | Student der Rechtswissenschaft |
| Eugen Blasius (1861–1937)                         | deutscher Physiker | ab 1891 Privatdozent und zwischen 1895 und 1926 außerordentlicher Professor für Experimentalphysik |
| W. Michael Blumenthal (* 1926)                    | US-amerikanischer Finanzminister, Direktor des Jüdischen Museums Berlin | Mitglied des Kuratoriums der Universität |
| Max Bodenstein (1871–1942)                        | deutscher Physikochemiker | Professor am physikochemischen Institut |
| Janis Michael Bohle                               | Handballer | Student der Sportwissenschaft/Geschichte |
| Dietrich Bonhoeffer (1906–1945)                   | Theologe und Widerstandskämpfer | 1927 Promotion 1929–1933 Assistentenstelle (1930 Habilitation) |
| Max Born (1882–1970)                              | deutscher Physiker, Nobelpreis für Physik 1954 | 1915–1919 außerordentlicher Professor für Physik |
| Walther Bothe (1891–1957)                         | deutscher Physiker, Nobelpreis für Physik 1954 | 1925–1929 Privatdozent 1929/30 außerordentlicher Professor für Physik |
| Charlotte Brauch (* 1991)                         | LA-Hochsprung | Studentin der Psychologie (M.A.) |
| Wichard von Bredow (1888–1951)                    | deutscher Verwaltungsbeamter und Kommunalpolitiker | ab 1907 zwei Semester Student der Rechtswissenschaft |
| Wolfgang Brobeil (1911–1981)                      | deutscher Journalist und Regisseur | ab 1929 Student der Germanistik, Geschichte, Kunstgeschichte, Nationalökonomie, Philosophie und Soziologie |
| Norman Bröckl (* 1986)                            | deutscher Kanute | Student, Geografie und Sport auf Lehramt |
| Alexander Brückner (1834–1896)                    | deutscher Historiker | Student der Geschichte und der Nationalökonomie in den 1850er Jahren |
| Lothar Brunsch                                    | Hochschullehrer für Ingenieurwesen / Wirtschaftsingenieurwesen | 1970–1974 Student der Wirtschaftswissenschaften 1974–1977 Promotion Zu Problemen der Informationsbereitstellung bei der Investitionsvorbereitung in der sozialistischen Landwirtschaft unter den Bedingungen der Anwendung der EDV seit 1993 Professor für Betriebswirtschaftslehre, insbesondere Rechnungswesen, Finanzierung und Jahresabschluss                                                                     |
| Eduard Buchner (1860–1917)                        | deutscher Chemiker, Nobelpreis für Chemie 1907 | 1898–1909 Professor für Chemie an der Landwirtschaftlichen Hochschule Berlin (1934 als Fakultät in die Universität eingegliedert) |
| Tamara Bunke (1937–1967)                          | Revolutionärin und Guerillakämpferin | Studentin am Romanistischen Institut |
| Anton Burkhardt (* 1994)                          | deutscher Ruderer | Student der Rechtswissenschaft |
| Adolf Butenandt (1903–1995)                       | deutscher Chemiker, Nobelpreis für Chemie 1939 | 1938–1944 Honorarprofessor für Biochemie |
| Karin Büttner-Janz (* 1952)                       | Medizinerin und Sportlerin, entwickelte die erste künstliche Bandscheibe, Olympiasiegerin am Stufenbarren                                                                                    | 1971–1978 Medizinstudium |
| C                                                 | | |
| Ernst Cassirer (1874–1945)                        | deutscher Philosoph | Student der deutschen Literatur und Philosophie (Privatdozent) |
| Frank Castorf (* 1951)                            | deutscher Regisseur und Theaterintendant | Student der Theaterwissenschaften |
| Adelbert von Chamisso (1781–1838)                 | deutscher Naturforscher und Dichter | Student |
| Emmanuelle Charpentier (* 1968)                   | französische Mikrobiologin, Genetikerin und Biochemikerin, 2020 Nobelpreis für Chemie | seit 2016 Honorarprofessorin am Institut für Biologie der Lebenwissenschaftlichen Fakultät |
| Christo und Jeanne-Claude (* 1935)                | Künstlerpaar | 1995 Ehrendoktorwürde |
| Heinrich Cordes (1866–1927)                       | Jurist, Dolmetscher, Konsul, Bankier | Student der Philologie, Rechtswissenschaften (Staatsexamen) und Sinologie (Diplom) |
| Auguste Cornu (1888–1981)                         | französischer Historiker; Mitglied der Akademie der Wissenschaften zu Berlin | Professor an der HUB 1951–1956 Lehrstuhl für Kulturgeschichte |
| Heinrich Cunow (1862–1936)                        | marxistischer Theoretiker, SPD-Landtagsabgeordneter, Dozent an der Parteischule, ab 1917 Herausgeber der SPD-Theoriezeitschrift Die Neue Zeit                                                | 1919–1927 Professor für Völkerkunde |
| D                                                 | | |
| David J. Dallin (1889–1962)                       | belarussischer Politiker, Schriftsteller und Journalist | Student |
| Peter Debye (1884–1966)                           | niederländischer Physiker und theoretischer Chemiker, Nobelpreis für Chemie 1936 | 1935–1939 Professor für Physik |
| Karl Dickel (1853–1920)                           | deutscher Forstwissenschaftler und Jurist | 1900–1920 außerordentlicher Professor der Rechte |
| Otto Diels (1876–1954)                            | deutscher Chemiker, Nobelpreis für Chemie 1950 | 1904–1914 Privatdozent, 1914–1916 außerordentlicher Professor für organische Chemie |
| Wilhelm Dilthey (1833–1911)                       | deutscher Philosoph, Psychologe und Pädagoge | Student der Geschichte, Theologie und Philosophie |
| Enne Heeren Dirksen (1788–1850)                   | deutscher Mathematiker | 1824–1848 ordentlicher Professor der Mathematik |
| Hans Dölle (1893–1980)                            | Jurist | Student, Assistent |
| Hedwig Dohm (1831–1919)                           | deutsche Schriftstellerin und Frauenrechtlerin | schrieb sich vor Zulassung des Frauenstudiums in Preußen als Nebenhörerin ein |
| Iwane Dschawachischwili (1876–1940)               | georgischer Wissenschaftler | 1901–1902 Gastwissenschaftler |
| E                                                 | | |
| Artur Ebert (1891–1978)                           | deutscher Geophysiker | Student und Doktorand der Geologie |
| Ernst Theodor Echtermeyer (1805–1844)             | deutscher Schriftsteller, Literaturhistoriker, Ästhetiker und Philosoph | Student der Philologie und Philosophie |
| Lazăr Edeleanu (1861–1941)                        | rumänischer Chemiker | im Zuge seiner Promotion unter August Wilhelm von Hofmann gelang ihm 1887 die Erstsynthese des Amphetamins |
| Christian Gottfried Ehrenberg (1795–1876)         | deutscher Mikrobiologe | Professor für Geschichte der Medizin und Physiologie, Rektor 1855/56 |
| Alfred Ehrentreich (1896–1998)                    | deutscher Reformpädagoge | Gymnasiallehrer, Schulleiter und Autor |
| Paul Ehrlich (1854–1915)                          | deutscher Chemiker, Mediziner, Serologe und Immunitätsforscher, Nobelpreis für Physiologie oder Medizin 1908                                                                                 | 1887–1890 Privatdozent, 1890–1899 außerordentlicher Professor für Serologie |
| Rudolf Ehrmann (1879–1963)                        | deutscher Mediziner | Privatdozent, 1917–1933 außerordentlicher Professor für Innere Medizin |
| Albert Einstein (1879–1955)                       | deutscher Physiker, Nobelpreis für Physik 1921 | Habilitation (1908), Lesendes Mitglied der Preußischen Akademie der Wissenschaften (1913–1933) |
| Gotthold Eisenstein (1823–1852)                   | deutscher Mathematiker | Student und Dozent |
| Friedrich Engels (1820–1895)                      | Politiker, Unternehmer, Philosoph und Militärhistoriker | Student der Philosophie |
| Adolf Erman (1854–1937)                           | deutscher Ägyptologe | Student und Professor für Ägyptologie |
| Franz Joseph Esser (1891–1964)                    | deutscher Maler, Zeichner, Grafiker, Illustrator, Karikaturist, Pressezeichner | Student der Kunstgeschichte |
| Frank Ettrich (* 1958)                            | deutscher Soziologe | Student der Soziologie, Promotion (1989/90) und Habilitation (1991) |
| August Hermann Ewerbeck (1816–1860)               | Übersetzer, Schriftsteller und Arzt | Student der Medizin und Dr. med. |
| F                                                 | | |
| Julius Faucher (1820–1878)                        | deutscher Journalist und Propagandist des Freihandels | Student der Philosophie |
| Ludwig Feuerbach (1804–1872)                      | deutscher Philosoph, Anthropologe und Religionskritiker | Student der Philosophie |
| Johann Gottlieb Fichte (1762–1814)                | deutscher Philosoph | Dekan der philosophischen Fakultät, Rektor |
| Heinrich Fink (1935–2020)                         | deutscher Theologe | Professor für praktische Theologie, Rektor der Humboldt-Universität 1990–1992, Entlassung durch die Hochschule nach seiner Enttarnung als ehemaliger Inoffizieller Mitarbeiter der Staatssicherheit |
| Emil Fischer (1852–1919)                          | Begründer der modernen Biochemie, Nobelpreis für Chemie 1902 | 1892–1919 Professor für Chemie und Direktor des I. Chemischen Instituts |
| Werner Forßmann (1904–1979)                       | deutscher Mediziner, Nobelpreis für Physiologie oder Medizin 1956 | 1929/30 Volontärassistent in der Klinik von Professor Sauerbruch an der Charité, in der er den Herzkatheterselbstversuch unternahm, Ehrendoktor der Medizinischen Fakultät der Humboldt-Universität 1977 |
| Erika Franke (* 1954)                             | Generalstabsarzt, erster Bundeswehrgeneral aus den Neuen Bundesländern und zweite Frau im Generalsrang in der Bundeswehr                                                                     | 1972–1978 Studentin der Medizin |
| Fu Ssu-nien (auch Fu Sinian, 1896–1950)           | Chinesischer Historiker, Gründungsdirektor des Instituts für Geschichte und Philologie Academia Sinica; Rektor der Universität von Taiwan                                                    | Student (1923–1926) |
| G                                                 | | |
| Konstantine Gamsachurdia (1893–1975)              | georgischer Schriftsteller | 1912–1918 Student der Germanistik |
| Eduard Gans (1797–1839)                           | deutscher Jurist, Rechtsphilosoph und Historiker jüdischer Herkunft | Student von Jus, Philosophie und Geschichte; Privatdozent; Professor („lex Gans“) |
| Carl Eduard Geppert (1811–1881)                   | deutscher Altphilologe und Historiker der Geschichte Berlins | Student und ab 1842 Professor in Berlin |
| James Goldschmidt (1874–1940)                     | deutscher Rechtswissenschaftler | Student und Professor |
| Jacob Grimm (1785–1863)                           | deutscher Sprach- und Literaturwissenschaftler | Lesendes Mitglied der Preußischen Akademie der Wissenschaften (ab 1841) |
| Friedrich Gerke (1900–1966)                       | deutscher Christlicher Archäologe und Kunsthistoriker | Promotion und Habilitation, 1935–1945 Professor |
| Wilhelm Grimm (1786–1859)                         | deutscher Sprach- und Literaturwissenschaftler | Lesendes Mitglied der Preußischen Akademie der Wissenschaften (ab 1841) |
| Thaddäus Eduard Gumprecht (1801–1856)             | deutscher Kaufmann, Geograph und Geologe | Ehrenpromotion und Habilitation, 1848–1854 Privatdozent |
| Gregor Gysi (* 1948)                              | deutscher Politiker | Student der Rechtswissenschaft |
| H                                                 | | |
| Otto Hahn (1879–1968)                             | deutscher Chemiker, Nobelpreis für Chemie 1944 | Privatdozent (1907–1910), ao. Professor für Chemie (1910–1934), Lesendes Mitglied der Preußischen Akademie der Wissenschaften (1934–1944) |
| Dieter Hallervorden (* 1935)                      | deutscher Komiker, Moderator und Kabarettist | Student der Romanistik, Publizistik und Theaterwissenschaft |
| Adolf von Harnack (1851–1930)                     | protestantischer Theologe und Kirchenhistoriker, Präsident der Kaiser-Wilhelm-Gesellschaft                                                                                                   | Professor für Theologie |
| Ferdinand Hardekopf (1876–1954)                   | Schriftsteller, Journalist, Übersetzer, Reichstagsstenograf | Student der Germanistik, Romanistik und Philosophie |
| Heinz Friedrich Hartig (1907–1969)                | Komponist und Musikpädagoge | Student der Musik |
| Arthur Karl Wilhelm Heffter (1859–1925)           | Pharmakologe, Chemiker | Rektor 1922–1923 |
| August Wilhelm Heffter (1796–1880)                | deutscher Rechtsgelehrter | Student ab 1815, Professor ab 1833, Rektor 1836/37 |
| Lothar Heffter (1862–1962)                        | deutscher Mathematiker | Student und Doktorand (Promotion 1886) |
| Georg Wilhelm Friedrich Hegel (1770–1831)         | deutscher Philosoph | Professor (1818–1831), Rektor (1829–1831) |
| Heinrich Heine (1797–1856)                        | deutscher Dichter und Journalist | Student der Rechtswissenschaften |
| Werner Heisenberg (1901–1976)                     | deutscher Physiker, Nobelpreis für Physik 1932 | Professor für theoretische Physik (1943–1945) |
| Hermann von Helmholtz (1821–1894)                 | deutscher Physiologe und Physiker | Student der Medizin, Professor für Physik (ab 1871), Rektor (1877/78) |
| Karin Herrmann (1936–2018)                        | deutsche Physikerin | Professorin für Festkörperphysik |
| Liselotte Herrmann (1909–1938)                    | deutsche Widerstandskämpferin | Studentin der Chemie und Biologie |
| Max Herrmann (1865–1942)                          | deutscher Literaturhistoriker und Theaterwissenschaftler | Professor |
| Gustav Hertz (1887–1975)                          | deutscher Physiker, Nobelpreis für Physik 1925 | Privatdozent für Physik (1917–1925) |
| Theodor Heuss (1884–1963)                         | Journalist, Politiker und 1. Bundespräsident | Student der Nationalökonomie, Literatur, Geschichte, Philosophie, Kunstgeschichte und Staatswissenschaften im Wintersemester 1903/04 |
| Theodor Hiepe (1929–2022)                         | deutscher Tierarzt und Parasitologe | Professor für Parasitologie |
| Regine Hildebrandt (1941–2001)                    | deutsche Politikerin | Studentin der Biologie |
| August Wilhelm von Hofmann (1818–1892)            | deutscher Chemiker | Professor für Chemie (1865–1892) |
| Jacobus Henricus van ’t Hoff (1852–1911)          | niederländischer Chemiker, Nobelpreis für Chemie 1901 | 1896–1911 Honorarprofessor |
| Karl Höll (1901–1997)                             | deutscher Lebensmittelchemiker | Student und Doktorand (Promotion 1928) |
| Andrej Holm                                       | deutscher Sozialwissenschaftler mit den Themenschwerpunkten Stadterneuerung, Gentrifizierung und Wohnungspolitik                                                                             | wissenschaftlicher Mitarbeiter am Institut für Sozialwissenschaften |
| Katrin Holtwick (* 1984)                          | deutsche Beachvolleyballspielerin | Studentin der Rehabilitationspädagogik |
| Trang Le Hong (* 1987)                            | deutsch-vietnamesische Schauspielerin | Studentin der Betriebswirtschaftslehre |
| Kenji Hövels (* 1993)                             | deutscher Handballspieler | Student der Sportwissenschaft/Geografie |
| Christoph Wilhelm Hufeland (1762–1836)            | deutscher Arzt und ein Begründer der Makrobiotik | Professor an der Charité |
| Wilhelm von Humboldt (1767–1835)                  | Staatsmann, Kultur- und Sprachwissenschaftler | Begründer der Universität |
| Alexander von Humboldt (1769–1859)                | deutscher Naturforscher | „Kosmos-Vorlesungen“ über physikalische Erdbeschreibung (ab 1827) |
| I                                                 | | |
| Georgios Ioakimoglou (1887–1979)                  | Mediziner, Pharmakologe | Lizentiat 1913, Lehrtätigkeit für Pharmakologie |
| J                                                 | | |
| Heinrich Eduard Jacob (1889–1967)                 | deutsch-amerikanischer Journalist und Schriftsteller | Student der Germanistik, Literatur, Geschichte und Musikwissenschaft |
| Walter Jockisch (1907–1970)                       | deutscher Pädagoge, Dramaturg, Opernregisseur und -intendant | Student der Germanistik, Geschichte und Englisch |
| Gustav Julius (1810–1851)                         | deutscher Journalist, Teilnehmer der Revolution 1848/49 | Student der Theologie |
| Georg Jung (1814–1886)                            | deutscher Jurist; demokratischer, später nationalliberaler preußischer Politiker | Student der Rechtswissenschaft |
| Heinz Jung (1935–1996)                            | deutscher Ökonom und Soziologe | Student der Wirtschaftswissenschaften |
| K                                                 | | |
| Georg Kalkbrenner (1875–1956)                     | Staatswissenschaftler, stellvertretender Bürgermeister Lübecks, Träger des Großen Bundesverdienstkreuzes                                                                                     | Student |
| Paul Kárpáti (1933–2017)                          | Finnougrist und Hungarologe, Übersetzer und Herausgeber | Student (1952 ff) und wissenschaftlicher Mitarbeiter (von 1961 bis 1997) |
| Isidor Kastan (1840–1931)                         | Journalist, Schriftsteller und Arzt | Promotion 1867 zum Dr. med. |
| Emanuel Kayser (1845–1927)                        | Geologe und Paläontologe, Professor der Geologie und Paläontologie, Rektor der Philipps-Universität Marburg.                                                                                 | Student 1867–1869, Promotion 1870, Dozent 1871, Habilitation 1872 |
| Hans Keilson Schriftsteller (1909–2011)           | 1928–1934 Student der Medizin | 1928–1934 Student der Medizin |
| Franz-Josef Kemper (1944–2013)                    | Sozialgeograph | 1995–2009 Professor für Bevölkerungsgeographie |
| George F. Kennan (1904–2005)                      | US-amerikanischer Diplomat | Student |
| Wilhelm Kerp (1866–1953)                          | deutscher Chemiker | Student, Ostern bis Herbst 1888 |
| Friedrich Kessler (1901–1998)                     | deutsch-amerikanischer Jurist | Student |
| George Bogdan Kistiakowsky (1900–1982)            | ukrainisch-amerikanischer Chemiker | Promotion 1925 |
| Friedrich Kittler (1943–2011)                     | Kultur- und Literaturwissenschaftler, Medientheoretiker | 1993–2009 Professor für Ästhetik und Geschichte der Medien |
| Georg Klaus (1912–1974)                           | deutscher Philosoph und Erziehungswissenschaftler | 1953–1959 Direktor des Instituts für Philosophie, Professor für Logik und Erkenntnistheorie |
| Manfred Kliem (1934–2013)                         | deutscher Historiker, Lektor | Promotion A (1966), Promotion B (1983) |
| Paul Alfred Kleinert (* 1960)                     | Schriftsteller, Herausgeber und Übersetzer | Student der Theo- und Keltologie 1981–1983, I. Theologisches Examen 1993 |
| Wladislaw Klimaszewski (* 1866; fl. bis 1932)     | Arzt und Schriftsteller | Student der Medizin |
| Antonio Knauth (1855–1915)                        | deutsch-amerikanischer Rechtsanwalt | Student der Rechtswissenschaft |
| Hans Kniep (1881–1930)                            | deutscher Botaniker | 1924–1930 Professor für Pflanzenphysiologie |
| Robert Koch (1843–1910)                           | deutscher Mediziner und Mikrobiologe, Nobelpreis für Physiologie oder Medizin 1905 | 1885–1910 Professor für Innere Medizin und Hygiene |
| Josefine Koebe (* 1988)                           | deutsche Politikerin (SPD) und Ökonomin | 2012–2015 Studentin der Volkswirtschaftslehre |
| Manfred Königstein (* 1963)                       | deutscher Ökonom und Hochschullehrer | promovierte und habilitierte an der Universität |
| Karl Friedrich Köppen (1808–1863)                 | deutscher Lehrer und politischer Journalist, 1848er | Student der Theologie |
| Josef Kohler (1849–1919)                          | deutscher Jurist | Professor für Bürgerliches Recht, Handels- und Strafrecht, Zivilprozess und Rechtsphilosophie |
| Eduard Kohlrausch (1874–1948)                     | deutscher Strafrechtslehrer | ab 1919 Professor, Rektor 1932/33 |
| Albrecht Kossel (1853–1927)                       | deutscher Mediziner und Physiologe, Nobelpreis für Physiologie oder Medizin 1910 | 1883–1887 Privatdozent, 1887–1895 außerordentlicher Professor für Physiologie und Anatomie |
| Ilko-Sascha Kowalczuk (geb. 1967)                 | deutscher Historiker | 1990-1995 Studium der Geschichte |
| Leopold Kronecker (1823–1891)                     | deutscher Mathematiker | Studium der Philosophie, Professor für Mathematik |
| Carl Krug (1874–?)                                | deutscher Chemiker, Montanwissenschaftler und Metallurg, Professor an der TH Berlin | Studium der Naturwissenschaften mit besonderem Schwerpunkt auf Chemie |
| Otto Krug (1863–1927)                             | deutscher Lebensmittelchemiker, 1912–1927 Direktor der Landwirtschaftlichen Kreisversuchsstation und öffentlichen Untersuchungsanstalt für Nahrungs- und Genussmittel in Speyer              | Studium der Naturwissenschaften mit besonderem Schwerpunkt auf Chemie |
| Jürgen Kuczynski (1904–1997)                      | deutscher Historiker und Wirtschaftswissenschaftler | Professor |
| Ernst Eduard Kummer (1810–1893)                   | deutscher Mathematiker | Professor für Mathematik |
| Jürgen Kuttner (* 1958)                           | deutscher Hörfunkmoderator | Student der Kulturwissenschaft, Promotion (1987) |
| L                                                 | | |
| Ernst Adolf Theodor Laspeyres (1800–1869)         | deutscher Kirchenrechtler | 1825–1831 |
| Max von Laue (1879–1960)                          | deutscher Physiker, Nobelpreis für Physik 1914 | 1902–1903 Student, 1906–1909 Privatdozent, 1919–1943 Professor für Theoretische Physik |
| Wassily Leontief (1905–1999)                      | russischer Ökonom, Alfred-Nobel-Gedächtnispreis für Wirtschaftswissenschaften 1973 | Promotion 1928 |
| Robert Lenneberg (1887–1965)                      | deutsch-brasilianischer Mediziner | Student der Medizin |
| Paul Lensch (1873–1926)                           | marxistischer Theoretiker, Journalist, Chefredakteur Deutsche Allgemeine Zeitung ab 1922 | 1919–1926 Professor für Geschichte und Nationalökonomie |
| Karl Richard Lepsius (1810–1884)                  | deutscher Ägyptologe und Sprachforscher | Student, 1842–1884 Professor |
| Hermann Ley (1911–1990)                           | deutscher Philosoph | 1959–1977 Professor für „Philosophische Probleme der Naturwissenschaften“; 1962–1968 Direktor des „Philosophischen Instituts“ |
| Daniel Libeskind (* 1946)                         | Architekt | 1997 Ehrendoktorwürde |
| Karl Liebknecht (1871–1919)                       | deutscher Sozialist | Student |
| Julius Edgar Lilienfeld (1882–1963)               | Physiker. Gilt als Erfinder des Feldeffekttransistors, Elektrolytkondensators | Student 1900–1904 |
| Franz von Liszt (1851–1919)                       | Rechtswissenschaftler | Professor für Strafrecht und Völkerrecht |
| (Anneliese Löffler) (1972–1986)                   | Professorin der Germanistik | Lehramtsprofessorin für Neue deutsche Literatur |
| Gesine Lötzsch (* 1961)                           | deutsche Politikerin | Lehramtsstudentin und wissenschaftliche Mitarbeiterin |
| Michael Jérôme Graf Leszczyc-Sumiński (1820–1898) | polnische Maler und Kunstsammler sowie königlich-preußische Kammerherr | Student, Botaniker |
| M                                                 | | |
| Yakov Malkiel (1914–1998)                         | Linguist und Romanist, Professor für romanische Philologie, University of California, Berkeley                                                                                               | Student der Romanistik, Slawistik und Semitistik, Promotion 1938 |
| Titus von Margwelaschwili (1890–1946)             | Philosoph und Orientalist | Dozent für Philosophie und Orientalistik |
| Herbert Marcuse (1898–1979)                       | deutsch-amerikanischer Soziologe und Philosoph | Student |
| Christoph Markschies (* 1962)                     | Theologe | seit 2004 Professor für Ältere Kirchengeschichte (Patristik); 2006–2010 Präsident der Universität |
| Willy Marckwald (1864–1942)                       | Chemiker | 1889 Habilitation und Lehre, Organ. Chemie (kinetische Racematspaltung), Kernchemie (Isolierung Polonium), Präsident der DChG 1928–1931, nach der Emeritierung als Halbjude 1936 nach Brasilien emigriert |
| Josef Markwart (1864–1930)                        | Orientalist und Historiker | ab 1912 außerordentlicher Professor für iranische und armenische Philologie, ab 1920 ordentlicher Professor dieser Fächer |
| Monika Maron (* 1941)                             | Schriftstellerin | 1962–1966 Studentin der Theaterwissenschaften und Kunstgeschichte |
| Claudia Marx (* 1978)                             | Sportlerin | Studentin der Sportwissenschaften |
| Horst Maschler (* 1933)                           | deutscher Metallurg und Politiker, ehemaliger Präsident des Landesrechnungshofs Brandenburg                                                                                                  | Student der Eisenhüttenkunde |
| Ingo Materna (1932–2022)                          | Historiker | 1951 bis 1955 Student, 1981 bis 1997 Professor für Zeitgeschichte an der Humboldt-Universität |
| Hans Mayer (1907–2001)                            | Literaturwissenschaftler und Kritiker | 1925–1929 Studium der Rechtswissenschaft, Geschichte und Philosophie an den Universitäten Köln, Bonn und Berlin |
| Ernst Mayr (1904–2005)                            | Evolutionsbiologe | Promotion 1926, anschließend Assistent am Zoologischen Museum (Museum für Naturkunde) |
| Franz Mehring (1846–1919)                         | deutscher Publizist und Politiker | Student |
| Lise Meitner (1878–1968)                          | Kernphysikerin | seit 1907 Forscherin bei Otto Hahn 1912–1915 „inoffizielle“ Assistentin Max Plancks, 1922 Habilitation und Dozentenstelle, 1926–1933 ao. Professorin für experimentelle Kernphysik |
| Kurt Mendelssohn (1906–1980)                      | Tieftemperaturphysiker | Promotion 1930, Assistent von Franz Eugen Simon am Physikalisch-Chemischen Institut |
| Holger Michaelis (* 1942)                         | Soziologe und Wirtschaftswissenschaftler | Student, ab 1968 Wissenschaftlicher Mitarbeiter, 1972 Promotion, 1975–1992 Professor für Geschichte der Soziologie |
| Fritz Mierau (1934–2018)                          | Slawist, Literaturwissenschaftler, Übersetzer, Essayist und Herausgeber | 1957–1962 wissenschaftlicher Assistent am Slawischen Institut der Universität |
| Momo Minosuke (1898–1961)                         | japanischer Publizist und Hochschullehrer | 1926–1931 Student der Staatswissenschaften und Soziologie |
| Eilhard Mitscherlich (1794–1863)                  | Chemiker und Mineraloge | 1822–1863 Professor für Chemie |
| Eugen Mittwoch (1876–1942)                        | Semitist und Islamwissenschaftler | 1906–1916 und 1919–1935 Professor für Semitistik, 1916–1918 Leiter der Nachrichtenstelle für den Orient, 1924 Gastprofessor an der Hebräischen Universität Jerusalem |
| Jürgen Mlynek (* 1951)                            | Physiker | 2000–2005 Präsident der Universität |
| Wolfgang Mönke (1927–1986)                        | Historiker und Editor | Student (1949–1956) der Anglistik und Philosophie; Assistent von Auguste Cornu |
| Theodor Mommsen (1817–1903)                       | deutscher Historiker, Nobelpreis für Literatur 1902 | 1861–1903 Professor für alte Geschichte |
| Johannes Peter Müller (1801–1858)                 | deutscher Physiologe, Meeresbiologe und vergleichender Anatom | Professor |
| N                                                 | | |
| Otto Neunhoeffer (1904–1998)                      | deutscher Chemiker | 1945 Professor am Institut für organische Chemie |
| O                                                 | | |
| Jan-Hendrik Olbertz (* 1954)                      | deutscher Erziehungswissenschaftler und Politiker | seit 2011 Präsident und Professor für Erziehungswissenschaften |
| Hans Otten (1923–1971)                            | deutscher Journalist | 1966 und 1967 Student der Geschichte |
| P                                                 | | |
| Christiane Paul (* 1974)                          | deutsche Film- und Theaterschauspielerin | Studentin der Medizin |
| Reinhard Peesch (1909–1987)                       | deutscher Ethnologe | Mitglied der Akademie der Wissenschaften |
| Grigol Peradse (1899–1942)                        | georgischer Theologe und Orientalist, Widerstandskämpfer, Heiliger der Georgischen Orthodoxen Apostelkirche                                                                                  | 1922–1925 Student der Theologie und orientalischer Sprachen |
| Jacques Perl (1861–1933)                          | deutscher Chemiker und Unternehmer | 1880–1882 Student der Chemie |
| Franz Petry (1889–1915)                           | deutscher Ökonom | 1909, 1911–1912 Student der Philosophie und Nationalökonomie |
| Wilhelm Pfeffer (1845–1920)                       | deutscher Botaniker und Pflanzenphysiologe | Student |
| Ludwig Pincussohn (1873–1941)                     | deutsch-US-amerikanischer Biochemiker und Mediziner | Student und später Assistent am pathologischen Institut der Universität sowie an der Charité |
| Dietrich von Ploetz (1909–1944)                   | deutscher Jurist und Kommunalpolitiker | Student der Rechts- und Staatswissenschaften |
| Hugo Preuß (1860–1925)                            | deutscher Jurist, „Vater der Weimarer Verfassung“ | Student der Rechtswissenschaften und Privatdozent |
| Oskar Prochnow (1884–1934)                        | deutscher Pädagoge, Naturforscher, Naturphilosoph und Publizist | Student der Naturwissenschaften |
| Otto Prokop (1921–2009)                           | österreichischer Gerichtsmediziner | 1957–1987 Professor für Rechtsmedizin und Direktor des Instituts für Gerichtliche Medizin |
| Paul Preuß (1861–1926)                            | Botaniker und Forschungsreisender | Promovierte 1885 in Botanik |
| Robert Eduard Prutz (1816–1872)                   | deutscher Schriftsteller, Dramatiker, Publizist | Student der Philologie |
| Q                                                 | | |
| R                                                 | | |
| Wilhelm Raabe (1831–1910)                         | Schriftsteller | Gasthörer |
| Helmut Recknagel (* 1937)                         | Tierarzt und Sportler, Olympiasieger im Skisprung | Student der Veterinärmedizin; Promotion 1973 |
| Fritz J. Raddatz (1931–2015)                      | Journalist und Kunstkritiker | 1953 Abschluss in Germanistik, Geschichte und Theaterwissenschaft |
| Johann Christian Reil (1759–1813)                 | Mediziner, Mitbegründer der wissenschaftlichen Psychiatrie | 1810–1813 ordentlicher Professor |
| Leopold von Ranke (1795–1886)                     | deutscher Historiker | 1825 außerordentlicher Professor, 1834–1871 Professor |
| Hans Reichenbach (1891–1953)                      | deutscher Physiker, Philosoph und Logiker | 1926–1933 außerordentlicher Professor für Philosophie der Physik |
| Georg Friedrich Heinrich Rheinwald (1802–1849)    | deutscher Theologe | 1826–1833 außerordentlicher Professor |
| Martin Rockel (1928–2003)                         | Keltologe | 1979–1994 Hochschuldozent für Keltologie, von 1994 bis 1998 Honorarprofessor |
| Axel Römer (1925–1993)                            | deutscher Jurist und Hochschullehrer für Kriminalistik | 1962–1967 Hochschuldozent für Kriminalistik, 1967–1990 ordentlicher Professor für Kriminalistik |
| Ferdinand von Richthofen (1833–1905)              | deutscher Geograph und Asienforscher | 1886 Professor für Geographie |
| Paul Ritterbusch (1900–1945)                      | deutscher Jurist, Ministerialdirigent und stellvertretender Chef des Amts Wissenschaft im Reichsministerium für Wissenschaft, Erziehung und Volksbildung, Koordinator der Aktion Ritterbusch | 1941–1945 ordentlicher Professor für Verwaltungswissenschaften, Staatswissenschaften |
| Karl Rosenkranz (1805–1879)                       | deutscher Philosoph, Professor in Königsberg, 1848er | Student der Theologie, Philosophie |
| Adolf August Friedrich Rudorff (1803–1873)        | deutscher Jurist, Schüler Savignys | 1829–1833 außerordentlicher Professor; 1833–1872 ordentlicher Professor |
| Martin Rücker von Jenisch (1861–1924)             | Rechtswissenschaften | Diplomat |
| S                                                 | | |
| Alice Salomon (1872–1948)                         | liberale Sozialreformerin in der deutschen Frauenbewegung | Studentin |
| Karl Friedrich von Savigny (1814–1875)            | preußischer Diplomat und katholischer Politiker | Student der Rechtswissenschaften |
| Stepan Schahumjan (1878–1918)                     | armenisch-sowjetischer Politiker | Student der Philosophie |
| Friedrich Wilhelm Joseph Schelling (1775–1854)    | deutscher Philosoph | Professor für Philosophie |
| Steffen Scheumann (* 1961)                        | deutscher Schauspieler | Student der Kulturwissenschaft |
| Friedrich Schleiermacher (1768–1834)              | protestantischer Theologe und Philosoph | Prediger an der Charité, 1810–1834 Professor |
| Christian Schmidt (* 1980)                        | deutscher Autor und Lektor | 2004–2010 Japanologie- und Germanistikstudent |
| Johannes Schmidt (1843–1901)                      | deutscher Sprachwissenschaftler | Professor |
| Julius Schmundt (1815–1894)                       | deutscher Militärarzt | 1834–1838 Medizinstudent |
| Arthur Schopenhauer (1788–1860)                   | deutscher Philosoph | ab 1811 Student; ab 1820 Professor |
| Erwin Schrödinger (1887–1961)                     | österreichischer Physiker, Nobelpreis für Physik 1933 | 1927–1933 Professor für theoretische Physik |
| Peter Schubert (1938–2003)                        | deutscher Diplomat, 1989–1990 letzter DDR-Botschafter in Tirana/Albanien | 1961 graduierte er in Sprachwissenschaften und Albanologie |
| Klaus Schütz (1926–2012)                          | deutscher Politiker, 1967–1977 Regierender Bürgermeister von Berlin | 1946–1948 Student der Geschichte und Germanistik |
| Arthur Schulz (1878–1917)                         | deutscher Jurist und Sozialdemokrat | Student der Rechts- und Staatswissenschaften |
| Robert Schuman (1886–1963)                        | deutsch-französischer Politiker, Gründervater der EU | Student der Rechtswissenschaften |
| Albert Schwegler (1819–1857)                      | deutscher Theologe, Philosoph, Historiker, 1848 Professor in Tübingen | 1841 Promotion zum Dr. phil. „De Philopatride Luciona“ |
| Georg Simmel (1858–1918)                          | deutscher Philosoph und Soziologe | Student der Geschichte, Philosophie, Philosophie und Kunstgeschichte; 1885 Privatdozent, 1901 außerordentlicher Professor |
| Lothar Skorning (1925–2005)                       | deutscher Sportwissenschaftler | Student der Germanistik und Körperkultur (1946–1950); Leiter des Fachbereichs „Erziehung und Ausbildung“ in der Sektion Sportwissenschaft und Dozent für „Geschichte der Körperkultur“ (1969–1990) |
| Werner Sombart (1863–1941)                        | deutscher Soziologe, Kulturphilosoph und Volkswirt | Student, 1918–1931 Professor |
| Hans Spemann (1869–1941)                          | deutscher Biologe, Nobelpreis für Physiologie oder Medizin 1935 | 1914–1929 Honorarprofessor für Zoologie |
| Max Stirner (1806–1856)                           | deutscher Philosoph | Student der Philosophie 1826–1828 |
| Christian Stoll (* 1960)                          | deutscher Mund-, Kiefer- und Gesichtschirurg, Chefarzt und Hochschullehrer | 1996–2001 Wissenschaftlicher Mitarbeiter, 2001 Habilitation für Mund-, Kiefer- und Gesichtschirurgie |
| Jürgen Stroech (1930–2023)                        | deutscher Bibliothekar und Historiker | 1961 Abschluss als Diplomhistoriker |
| Carl Stumpf (1848–1936)                           | deutscher Philosoph | 1894–1921 Professor |
| T                                                 | | |
| Günter Tembrock (1918–2011)                       | Verhaltensforscher | 1937 Student, wiss. Mitarbeiter, 1955 Habilitation |
| Werner Teske (1942–1981)                          | Hauptmann des Ministeriums für Staatssicherheit (MfS) der DDR | Student der Finanzökonomie, 1969 Promotion |
| Bernhard Töpfer (1926–2012)                       | Historiker | Studium der Geschichte und Germanistik (1947–1952); Professor für Geschichte des Mittelalters (1966–1991) |
| Albrecht Daniel Thaer (1752–1828)                 | Begründer der Agrarwissenschaft | 1810–1828 Professor |
| Franz Theremin (1780–1846)                        | Theologe | Von 1840 bis 1846 Professor der Theologie |
| Heinrich Thiel (1855–1925)                        | Kaufmann, Fabrikant | Student der Hüttenkunde |
| Wolfgang Thierse (* 1943)                         | deutscher Politiker, 1998–2005 Präsident des Deutschen Bundestages | Student der Germanistik |
| Heinrich Thorbecke (1837–1890)                    | deutscher Hochschullehrer und Arabist | Student der Philologie |
| Kurt Tucholsky (1890–1935)                        | deutscher Journalist und Schriftsteller | Student der Rechtswissenschaften |
| Ralph Tuchtenhagen (* 1961)                       | Historiker und Kulturwissenschaftler | Professor und Direktor des Nordeuropa-Instituts 2009- |
| U                                                 | | |
| Karl Heinrich Ulrichs (1825–1895)                 | Jurist und Vorkämpfer für die Gleichberechtigung von Homosexuellen | 1846–1848 Student der Geschichte, Studie zum Westfälischen Frieden zur Promotion eingereicht |
| Ignaz Urban (1848–1931)                           | Botaniker, Unterdirektor des Botanischen Museums Dahlem, erforschte die Flora Westindiens | promovierte 1873 zum Dr. phil. |
| V                                                 | | |
| Mario Vargas Llosa (1936–2025)                    | Schriftsteller | 2005 Ehrendoktorwürde |
| Rudolf Virchow (1821–1902)                        | deutscher Arzt und Politiker, Begründer der modernen Pathologie | Promotion und Professur an der Charité |
| Erna Vohsen (1904–1980)                           | deutsch-US-amerikanische Physikerin | Promotion an der Friedrich-Wilhelms-Universität, Gastprofessur an der TU Berlin, Professur am Queens College der City University of New York |
| W                                                 | | |
| Richard Rudolf Walzer (1900–1975)                 | deutsch-britischer Altphilologe, Philosoph und Orientalist, Mitglied der British Academy | Student, 1927–1931, Assistent, 1932–1933 Privatdozent für klassische Philosophie |
| Otto Warburg (1883–1970)                          | deutscher Biochemiker, Arzt und Physiologe, Nobelpreis für Physiologie oder Medizin 1931 | 1914–1921 Privatdozent, 1921–1923 außerordentlicher Professor für Physiologie |
| Hermann Wasserschleben (1812–1893)                | deutscher Rechtshistoriker | 1836 Promotion, 1838–1841 Privatdozent |
| Ferdinand von Westphalen (1799–1876)              | deutscher Politiker | 1850–1858 preußischer Innenminister |
| Karl Weierstraß (1815–1897)                       | deutscher Mathematiker | 1864–1897 Professor für Mathematik |
| Wilhelm Wien (1864–1928)                          | deutscher Physiker, Nobelpreis für Physik 1911 | 1892–1896 Privatdozent für Physik |
| Ulrich von Wilamowitz-Moellendorff (1848–1931)    | deutscher Altphilologe | Student, 1897–1921 Professor |
| Richard Willstätter (1872–1942)                   | deutscher Chemiker, Nobelpreis für Chemie 1915 | 1912–1916 Honorarprofessor für Chemie |
| Johannes Wolf (1869–1947)                         | deutscher Musikhistoriker | 1888–1892 Studium der Germanistik und Musikgeschichte, 1893 Promotion, 1902 Habilitation, 1907 Professur für Historische Musikwissenschaft, 1922–1934 Honorarprofessor |
| Heinrich Wölfflin (1864–1945)                     | Schweizer Kunsthistoriker und -theoretiker | 1901–1912 Professor für Kunstgeschichte |
| X                                                 | | |
| Y                                                 | | |
| Wolfgang Yourgrau (1908–1979)                     | US-amerikanischer Sozialpsychologe, Physiker, Professor University of Denver | Student, 1932 Promotion, 1932–1933 Juniorassistent |
| Z                                                 | | |
| Grigol Zereteli (1870–1938)                       | georgischer Altphilologe | 1897–1902 Assistenzprofessor |
| Micheil Zereteli (1878–1965)                      | georgischer Historiker, Sumerologe | 1914–1918 außerordentlicher Professor für Geschichte, 1933–1945 Professor für Geschichte |